# Бжуза-Стадніцька
Бжуза-Стадніцька (пол. Brzóza Stadnicka) — село в Польщі, у гміні Жолиня Ланьцутського повіту Підкарпатського воєводства.
Населення — 1128 осіб (2011).
У 1975-1998 роках село належало до Ряшівського воєводства.

## Демографія
Демографічна структура станом на 31 березня 2011 року:
|          | Загалом | Допрацездатний вік | Працездатний вік | Постпрацездатний вік |
| -------- | ------- | ------------------ | ---------------- | -------------------- |
| Чоловіки | 567     | 136                | 382              | 49                   |
| Жінки    | 561     | 110                | 317              | 134                  |
| Разом    | 1128    | 246                | 699              | 183                  |